# Teluk Lapian
Teluk Lapian is een bestuurslaag in het regentschap Simalungun van de provincie Noord-Sumatra, Indonesië. Teluk Lapian telt 3285 inwoners (volkstelling 2010).